# Primulina obtusidentata
Primulina obtusidentata là một loài thực vật có hoa trong họ Tai voi (Gesneriaceae). Loài này có ở các tỉnh Quý Châu, Hồ Bắc, Hồ Nam (Trung Quốc); được W.T. Wang mô tả khoa học đầu tiên năm 1981 dưới danh pháp Chirita obtusidentata. Năm 1984, W.T. Wang công bố thêm loài với danh pháp Chirita laifengensis. Năm 2011, Mich.Möller & A.Weber coi chúng chỉ là đồng nghĩa của nhau và chuyển sang chi Primulina.
Loài này có một thứ được công nhận là P. obtusidentata var. mollipes (W.T.Wang) Mich.Möller & A.Weber, 2011 (đồng nghĩa C. obtusidentata var. mollipes W.T.Wang, 1995) chỉ thấy có ở tỉnh Hồ Nam.